# Viceadmiraal Koelakov
De Viceadmiraal Koelakov (Russisch: Вице-адмирал Кулаков) is een Oedaloj-klasse torpedobootjager van de Russische Marine, vernoemd naar Nikolaj Koelakov. Sinds 2016 neemt het schip deel aan militaire conflicten.

## Geschiedenis

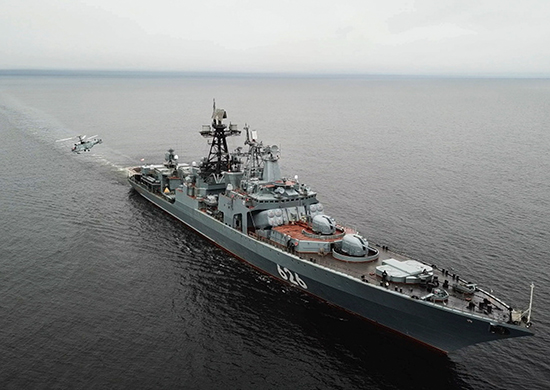
"Viceadmiraal Koelakov" in de oefening

De Viceadmiraal Koelakov werd gebouwd in 1982 en kwam in dienst van de Noordelijke Vloot tot maart 1991. Daarna ging het schip voor 18 jaar naar de scheepswerf voor onderhoudswerken. Op 7 december 2010 reisde het schip naar de basis in Severomorsk als voorbereiding om terug in dienst te komen. Hier brak op 5 januari 2011 een brand uit in een van de eetkamers ten gevolge van een kortsluiting. De schade hierbij was minimaal en had geen effect op de gevechtscapaciteiten van het schip. Op 3 september 2011 nam het schip deel aan de eerste landingstests voor de nieuwe Ka-52k helikopters.
In 2012 nam de torpedojager deel aan de missie tegen piraterij in de Golf van Aden, hierbij begeleidde het schip commerciële konvooien. In 2012 leidde de Viceadmiraal Koelakov een flottielje van de Noordelijke Vloot dicht bij de Syrische kust, voor gevechtsoefeningen. Kort daarna, augustus 2012, bezocht de torpedojager vijf dagen lang de marinebasis van Portsmouth in Engeland. Later reisde ze door naar Cobh, Ierland in september 2012.
In mei 2013 naam de Viceadmiraal Koelakov deel aan de zeventigjarige herdenking van de Slag om de Atlantische Oceaan in Liverpool.
In april 2014 kreeg de Britse torpedojager HMS Dragon de opdracht om de Viceadmiraal Koelakov te begeleiden langs de kust van het Verenigd Koninkrijk, mede door de hoge spanningen tussen de Russen en de Britten.
In 2016, werd de Viceadmiraal Koelakov naar het oostelijke deel van de Middellandse Zee gestuurd om deel te nemen aan de Syrische burgeroorlog. In maart 2016, als de torpedojager en andere deelnemende Russische schepen de Britse vrije economische wateren betreden, werden deze begeleid door het Britse fregat HMS Somerset.